# Квинт Цецилий Авит
Квинт Цецилий Авит (на латински: Quintus Caecilius Avitus) е политик и сенатор на Римската империя през 2 век.
Произлиза от фамилията Цецилии. През 164 г. е суфектконсул заедно с Тиберий Хатерий Сатурнин.